# Gimme More
Gimme More (česky Dej mi víc) je pilotní singl z pátého studiového alba Blackout americké zpěvačky Britney Spears, který vyšel v září 2007. Singl produkoval Danja a je to druhý nejúspěšnější singl Britney Spears od pilotní skladby …Baby One More Time.

## Informace o písni
Premiéru měl singl už 30. srpna v amerických rádiích.  Oficiální vydání bylo naplánováno až na 25. září v Severní Americe a Austrálii a na 28. září pro Evropu.
Samotný singl byl kritikou přijat velmi kladně, prestižní časopis Blender dal singlu čtyři hvězdičky z pěti možných a označil singl za „oslňující disco“.

## Tracklist
Promo CD Single
1. Gimme More (4:12)
2. Gimme More (Instrumental) (4:12)
3. Gimme More (A Cappella) (3:52)

Austrálie
1. Gimme More (4:12)
2. Gimme More (Instrumental) (4:12)

Velká Británie
1. Gimme More (4:12)
2. Gimme More (Kaskade Club Remix)
3. Gimme More (Junkie XL Remix)
4. Gimme More (Seiji Dub)
5. Gimme More (Stonebridge Club Remix)

Velká Británie - CD
1. Gimme More (Stonebridge Club Remix)
2. Gimme More (Sticky Club Remix)
3. Gimme More (Seiji Club Remix)
4. Gimme More (Stonebridge Radio Mix)
5. Gimme More (Sticky Radio Mix)
6. Gimme More (4:12)

## Videoklip
Režie videoklipu se ujal Jake Sarfaty a natáčelo se v červenci a srpnu v Los Angeles. Premiéru si odbyl 8. října na MTV v pořadu TRL.
Alternativní (i když v podstatě originální) verze videa se do éteru dostala 18. července 2011. Úvodní scéna s blonďatou Britney nebyla zachovaná,nicméně video obsahuje spoustu do té doby neznámého materiálu (postelová scéna, Britney v černých minišatech…).

## Umístění ve světě
Singlu se v hitparádách daří od jeho vydání. V Billboard Hot 100 se po třech týdnech vyhoupnul na třetí místo, což znamenalo nejúspěšnější pozici od prvního singlu …Baby One More Time, který v roce 1999 dosáhl na první místo.
| Hitparáda (2007) | Umístění |
| ---------------- | -------- |
| Kanada           | 1        |
| Irsko            | 2        |
| USA              | 3        |
| Anglie           | 3        |
| Švédsko          | 2        |
| Austrálie        | 3        |
| Norsko           | 3        |
| Svět             | 2        |
| Bulharsko        | 3        |
| Itálie           | 2        |
| Brazílie         | 2        |
| Francie          | 5        |
| Belgie           | 5        |
| Nový Zéland      | 15       |
| Finsko           | 6        |
| Německo          | 7        |
| Evropa           | 1        |
| Česko            | 19       |
| Latinská Amerika | 5        |